# Montà
Montà is een gemeente in de Italiaanse provincie Cuneo (regio Piëmont) en telt 4445 inwoners (31-12-2004). De oppervlakte bedraagt 26,7 km², de bevolkingsdichtheid is 166 inwoners per km².

## Demografie
Montà telt ongeveer 1734 huishoudens. Het aantal inwoners steeg in de periode 1991-2001 met 3,0% volgens cijfers uit de tienjaarlijkse volkstellingen van ISTAT.
| Jaar | Inwoneraantal |
| ---- | ------------- |
| 1991 | 4169          |
| 2001 | 4292          |

## Geografie
Montà grenst aan de volgende gemeenten: Canale, Cellarengo (AT), Cisterna d'Asti (AT), Ferrere (AT), Pralormo (TO), Santo Stefano Roero, Valfenera (AT).